# Пушкіно (Німанський район)
Пушкіно (рос. Пушкино) — селище Німанського району, Калінінградської області Росії. Входить до складу Жилінського сільського поселення.
Населення —  52 особи (2015 рік). 